# Estela Cabezas Espinoza
Estela Cabezas (1921, Temuco – 2011, Viña del Mar) fue una pianista, compositora y profesora. Es autora del Método Música en Colores, que surge a partir de la sistematización de la metodología pedagógica, para la enseñanza de la música de manera lúdica, práctica, participativa y creativa con conocimiento específico del lenguaje musical.

## Biografía

### Estudios
En 1944 se traslada a Santiago donde fue alumna de la pianista Rosina Renard entre 1942 y 1944, y más tarde inicia sus estudios de composición, armonía y contrapunto con Pedro Humberto Allende.
Hacia la década de 1960 ingresa a la Universidad Católica, durante este periodo estudia composición con Juan Orrego Salas, contrapunto con Federico Heinlein y análisis con Juan Pablo Izquierdo.

### Obra y legado
Escribe principalmente obras para piano, violoncello y piano, canto y piano y coro, su estilo ha sido descrito como de neorromántico con cierta tendencia al impresionismo y moderado uso de elementos folclóricos estilizados.
La serie "Estudios melódicos para piano" (1959) y la "Tarantella" (1962) son parte representativa de su catálogo pianístico, así como las posteriores "Escenas infantiles" (1970), otra serie de piezas afines, y los citados dúos para piano y chelo "Conversaciones entre el niño y el hombre" (1975) y "Saudade" (1981). 
Estela Cabezas es considerada por la musicóloga Raquel Bustos Valderrama como una de las nueve mujeres compositoras del siglo XX en su libro La mujer compositora y su aporte al desarrollo musical chileno (2012).
En esta sistematización de la metodología pedagógica, creó un plano aritmético donde se situaban las notas musicales cada una con un color asignado y simbologías para su duración y altura, para sustituir el aprendizaje en el pentagrama. Ello posibilitó que niños de temprana edad accedieran al conocimiento musical desde la dinámica del juego.

## Reconocimientos
- Recibió en 2002 la Medalla de la Música por el libro Música en Colores.[cita requerida]
- En 2004 fue convocada para integrar el Foro Latinoamericano de Educación Musical.[cita requerida]

## Hijos
Marta Montaño cabezas